# Dégel de Khrouchtchev
Pour les articles homonymes, voir Dégel (homonymie).

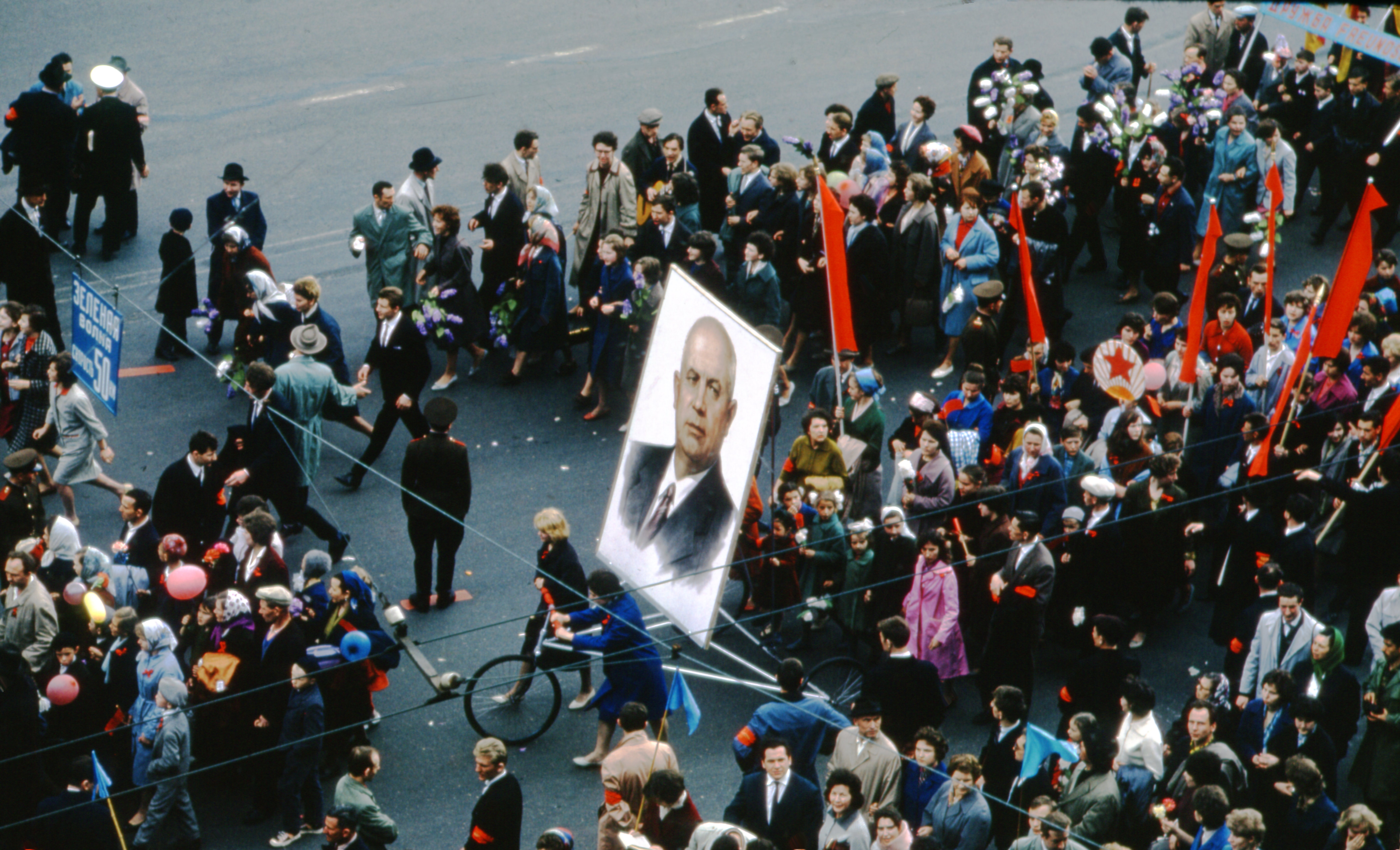
Procession du 1er mai 1964 à Moscou : les citoyens portent un portrait de Nikita Khrouchtchev.

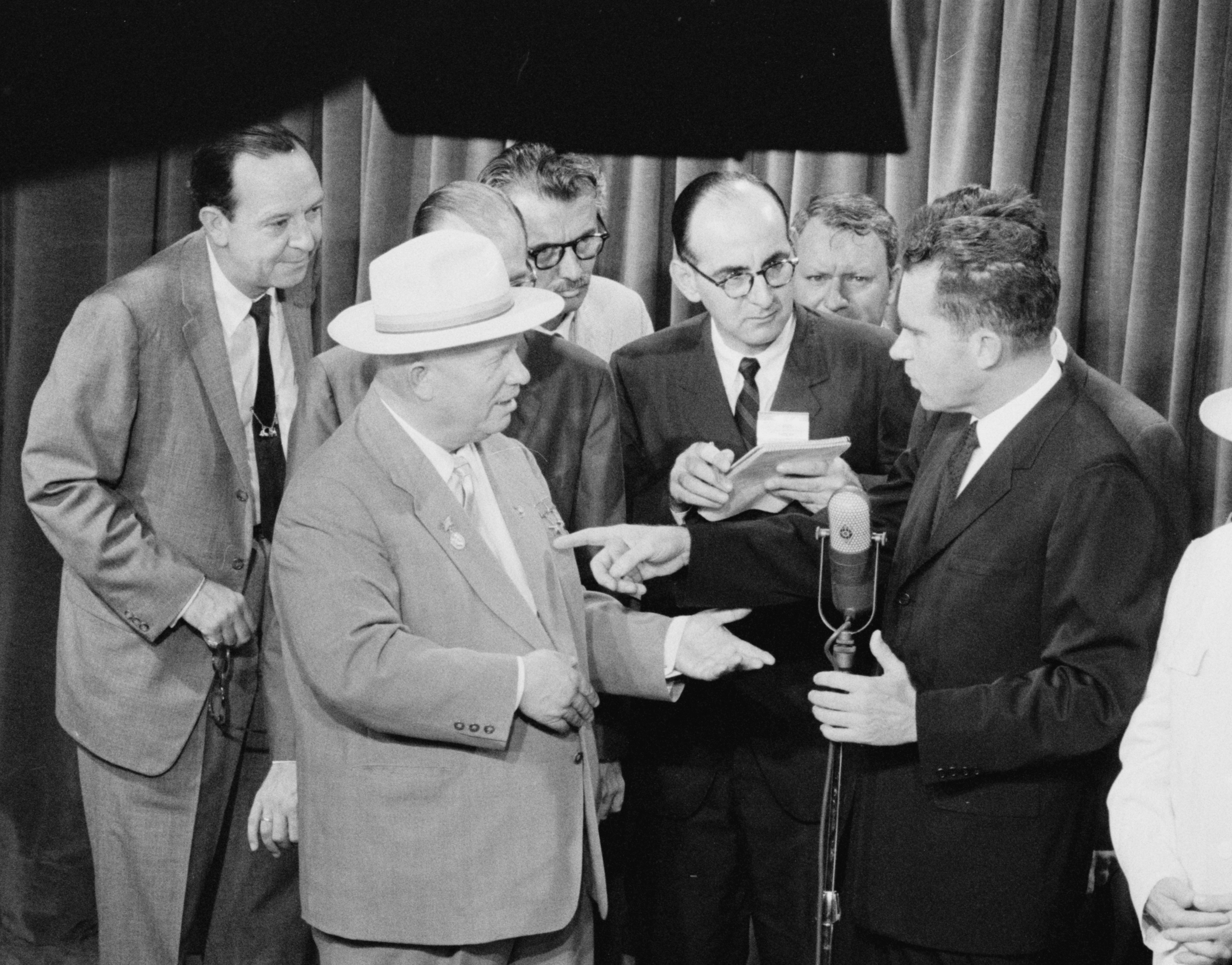
Richard Nixon et Nikita Khrouchtchev en plein Kitchen Debate à l' au parc Sokolniki à Moscou en 1959.

Le dégel de Khrouchtchev (russe : хрущёвская оттепель), ou simplement dégel (russe : оттепель), est une désignation non officielle de la période de l'histoire de l'URSS qui suit la mort de Joseph Staline et qui dure environ dix ans, du milieu des années 1950 au milieu des années 1960, c'est-à-dire jusqu'à la fin du mandat de Nikita Khrouchtchev, premier secrétaire du Comité central du PCUS (1953-1964).
Elle se caractérise dans la vie politique interne de l'URSS par la condamnation du culte de la personnalité et des Grandes Purges de Staline, la libération des prisonniers politiques, la liquidation du Goulag, le remplacement du totalitarisme par une dictature plus modérée, l'affaiblissement de la censure, l'accroissement de la liberté d'expression, la libéralisation relative de la vie politique et sociale, l'ouverture au monde occidental, et une plus grande liberté d'activité créatrice.
Bien que la politique étrangère de l'Union soviétique soit marquée par le développement de la coexistence pacifique, les relations avec la Chine se compliquent ; en 1962, il y a également une aggravation des tensions entre l'URSS et les États-Unis, qui passe proche de déboucher sur une nouvelle guerre mondiale.
Le mot « dégel » est associé au roman du même nom d'Ilya Ehrenbourg.

## Déroulement
Le 5 mars 1953, Staline meurt. Gueorgui Malenkov lui succède comme dirigeant du Parti communiste de l'Union soviétique (PCUS). Dès le 10 mars 1953, Malenkov estime devoir dénoncer le culte de la personnalité.
Entre-temps, Khrouchtchev commence à éliminer tous les dirigeants trop conservateurs et proches de la ligne dure stalinienne, à commencer par Lavrenti Beria (responsable de l'affaire de Leningrad) et à poursuivre avec d'autres. Il entreprend également une série de voyages au cours des années 1950 pour rétablir les relations diplomatiques et commerciales avec tous les pays avec lesquels Staline a rompu (Yougoslavie, Chine, États-Unis), à tel point qu'au sommet de Genève en 1955, on parle déjà ouvertement d'un « dégel ».
Le véritable jalon est le XXe congrès du PCUS en 1956, lorsque Khrouchtchev prononce le célèbre discours dénonçant les crimes du stalinisme et son culte de la personnalité (également connu sous le nom de « rapport secret »).

### Dégel économique et social
Pendant cette période, les réformes économiques et sociales suivantes sont mises en place, :
- En 1953-1956, les prix d'achat de l'État pour les produits agricoles collectifs sont augmentés.
- En 1954, l'éducation séparée dans les écoles est abolie (introduite en 1943).
- En 1955, les sanctions pénales pour avortement sont abolies (introduites en 1936).
- En 1956, les frais de scolarité pour les classes 8 à 10 dans les écoles secondaires et les universités sont supprimés (introduits en 1940).
- En 1956, l'interdiction de licencier des employés à volonté et la responsabilité pénale pour absentéisme sont abolies[7].
- En 1956, la journée de travail du samedi passe de huit à six heures. En 1960, la durée de toutes les journées de travail passe de huit à sept heures.
- En 1956, une nouvelle loi sur la pension universelle pour les citoyens de l'URSS est adoptée. En 1964, elle est étendue aux agriculteurs collectifs. En conséquence, la pension moyenne en URSS fait plus que doubler.
- En 1957, la construction de logements de masse débute en URSS et les immeubles « Khrouchtchevki » font leur apparition. Ainsi, de 1957 à 1963, le parc immobilier passe de 640 à 1184 millions de m² de surface habitable, et plus de 50 millions de personnes améliorent leurs conditions de vie.
- En 1957, l'émission d'emprunts d'État internes, auparavant distribués de force à la population, prend fin.
- En 1957, les stations de machines et de tracteurs (MTS) sont liquidées et la vente de machines aux fermes collectives commence.
- En 1957 a lieu la liquidation de 10 grands ministères industriels et remplacement par des administrations territoriales - sovnarkhozes, qui gèrent les entreprises locales.
- En 1958, l'impôt sur l'absence d'enfants est supprimé pour les femmes célibataires (introduit en 1941, il était encore prélevé sur les hommes et les femmes mariées).
- En 1958, l'éducation est réformée : introduction de l'enseignement obligatoire dès 8 ans.
- En 1959, les prêts à la consommation accordés à la population pour l'achat de biens durables à des taux d'intérêt peu élevés (1 à 2 % par an) sont légalement autorisés.
- À partir de 1959, c'est l'« épopée du maïs » : la superficie consacrée au maïs est doublée au détriment des cultures de blé et de seigle.
- En 1960-1961, la politique monétaire est réformée (1 rouble ancien = 10 kopecks nouveaux).
- En 1963, le Soviet suprême de l'économie nationale est créé (Conseil suprême de l'économie nationale), qui gère l'économie de l'URSS et dirige les conseils de l'économie nationale des républiques.
- Le volume des services ménagers en URSS est multiplié par dix grâce à la construction de « maisons de ménage » et de magasins de location d'appareils ménagers.

## La fin du dégel
On considère généralement que la fin du dégel coïncide avec l'éviction de Khrouchtchev et l'arrivée à la tête du pays de Léonid Brejnev en 1964. Toutefois, le resserrement du régime politique intérieur et du contrôle idéologique a déjà commencé sous l'autorité de Khrouchtchev après la fin de la crise des missiles de Cuba en 1962. La déstalinisation est stoppée et, à l'occasion de la célébration du 20e anniversaire de la Victoire dans la Grande Guerre patriotique, le processus d'amplification du rôle de la victoire du peuple soviétique dans la guerre commence. La personnalité de Staline est évitée autant que possible et il n'est jamais réhabilité. Dans la troisième édition de la Grande Encyclopédie soviétique (1976), un article neutre lui est consacré. En 1979, à l'occasion du 100e anniversaire de la naissance de Staline, plusieurs articles sont publiés, mais aucune célébration spéciale n'est organisée.
La répression politique de masse ne reprend cependant pas et Khrouchtchev, privé de pouvoir, se retire et reste même membre du parti. Peu avant, Khrouchtchev lui-même a critiqué la notion de dégel et même traité Ehrenbourg, qui l'a inventée, d'« escroc ».
Un certain nombre de chercheurs estiment que le dégel a finalement pris fin en 1968 après la répression du Printemps de Prague.
Avec la fin du dégel, la critique de la réalité soviétique ne commence à se répandre que par des canaux non officiels, tels que le samizdat.